# コロネル・ファブリシアーノ

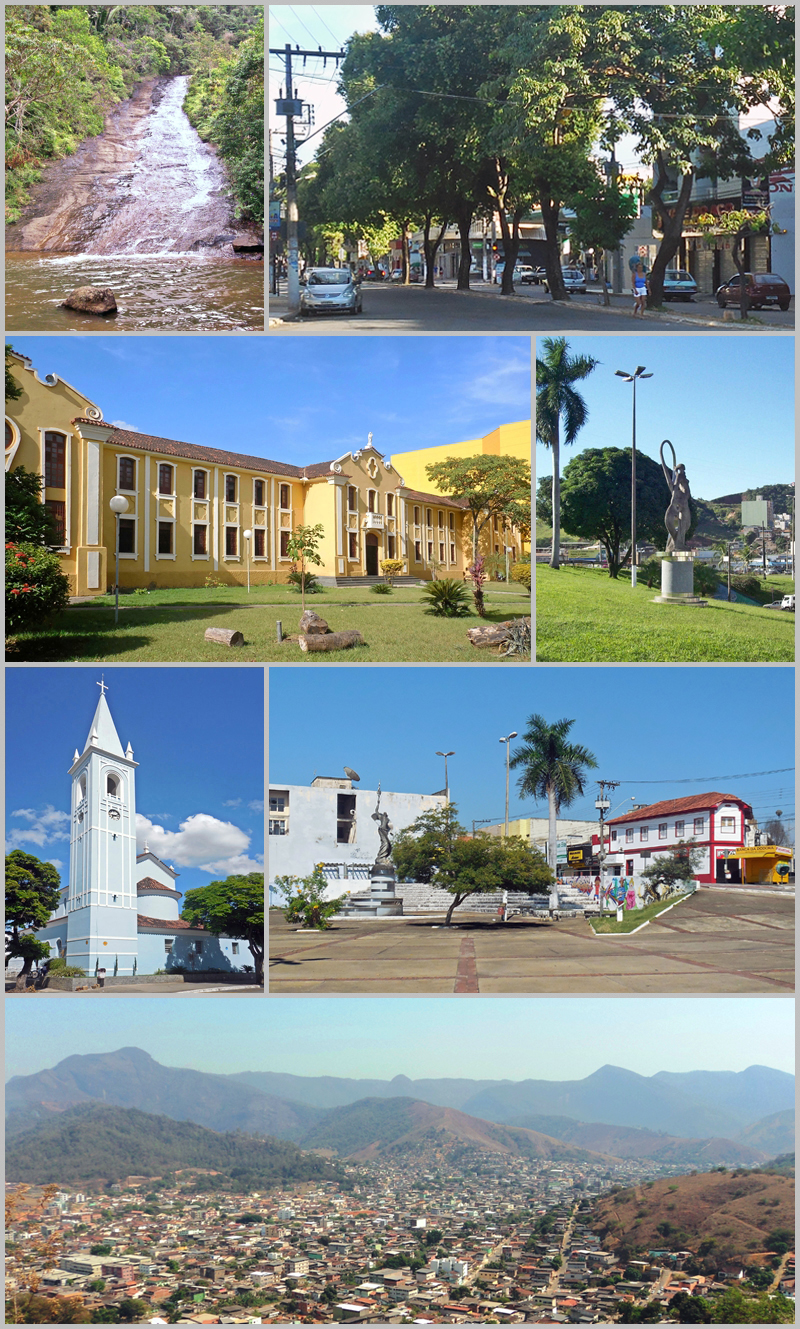
コロネル・ファブリシアーノ

コロネル･ファブリシアーノは、ブラジルの都市で、東南地域に位置する。ミナスジェライス州にある。

## 概要
人口は約10万人(2007年時点。)、市域は221,05平方キロメートルである。市長は現在Francisco Simõesが務める。

## 経済
主にサービス業が行われている。また、ユーカリの生産が盛んで、日本のセルロース工場でも使用される。工業地域もいくつかある。

## スポーツ

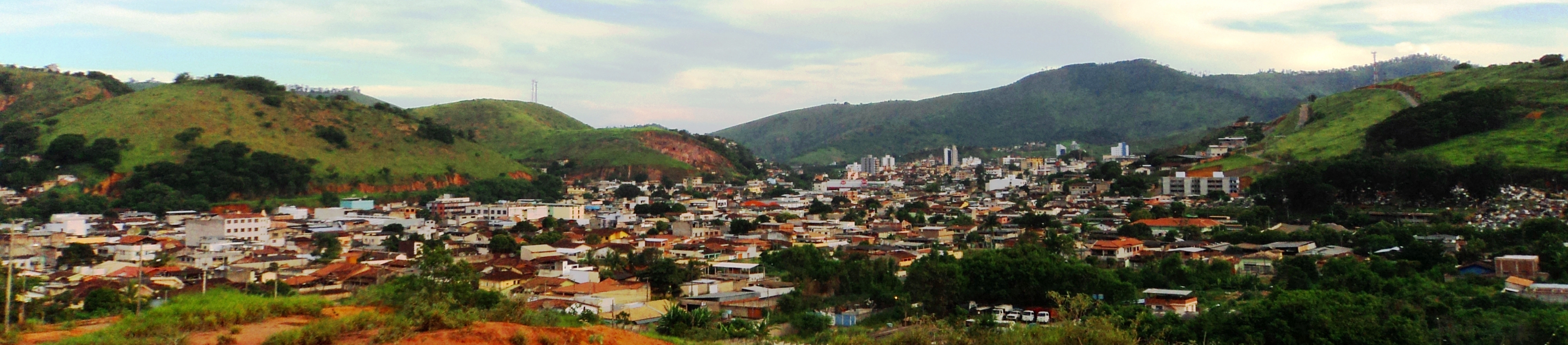
コロネル・ファブリシアーノ.

サッカーとカーレースが盛んである。

## 参照
公式サイト